# Normalår (energiteknologi)
Et normalår er et begreb fra energiteknologien. Et normalår er 2906 graddage.
Graddagetallet for et døgn beregnes som 17°C minus døgnets middeltemperatur. Graddageantallet for et år er summen af graddageantallene i året, og kan sammenholdes med normalåret til brug for beregning af afvigelelsen i udgifter til opvarmning af bygninger et givent år i forhold til normalåret.

## Definition
Normalåret er defineret af Teknologisk Institut. Normalåret udgør det gennemsnitlige antal graddage per år for årene 1936-1980.
"Teknologisk Instituts normalår (2906) blev udregnet og defineret i 1980 med baggrund i gennemsnittet af de årlige skyggegraddagetal registreret fra 1936 og til 1980."
Det årlige graddageantal har de seneste årtier vist en faldende tendens i forhold til normalåret på grund af klimaforandringer. Således var graddageantallet for 2014 27,7 % lavere end normalåret.

## Klimakorrigeret forbrug
Normalåret benyttes ved beregningen af det klimakorrigerede forbrug for en bygning, for forbruget i et måleår holdes op mod antallet af graddage i måleåret i forhold til normalåret.